# Pita (étel)
A pita a közel-keleten és a Balkán-félsziget déli részén közkedvelt kenyérféle. Sajátossága, hogy sütés közben a tésztában egy nagyméretű légzsák alakul ki, amibe a kihűlése és felvágása után különféle töltelékek helyezhetők.

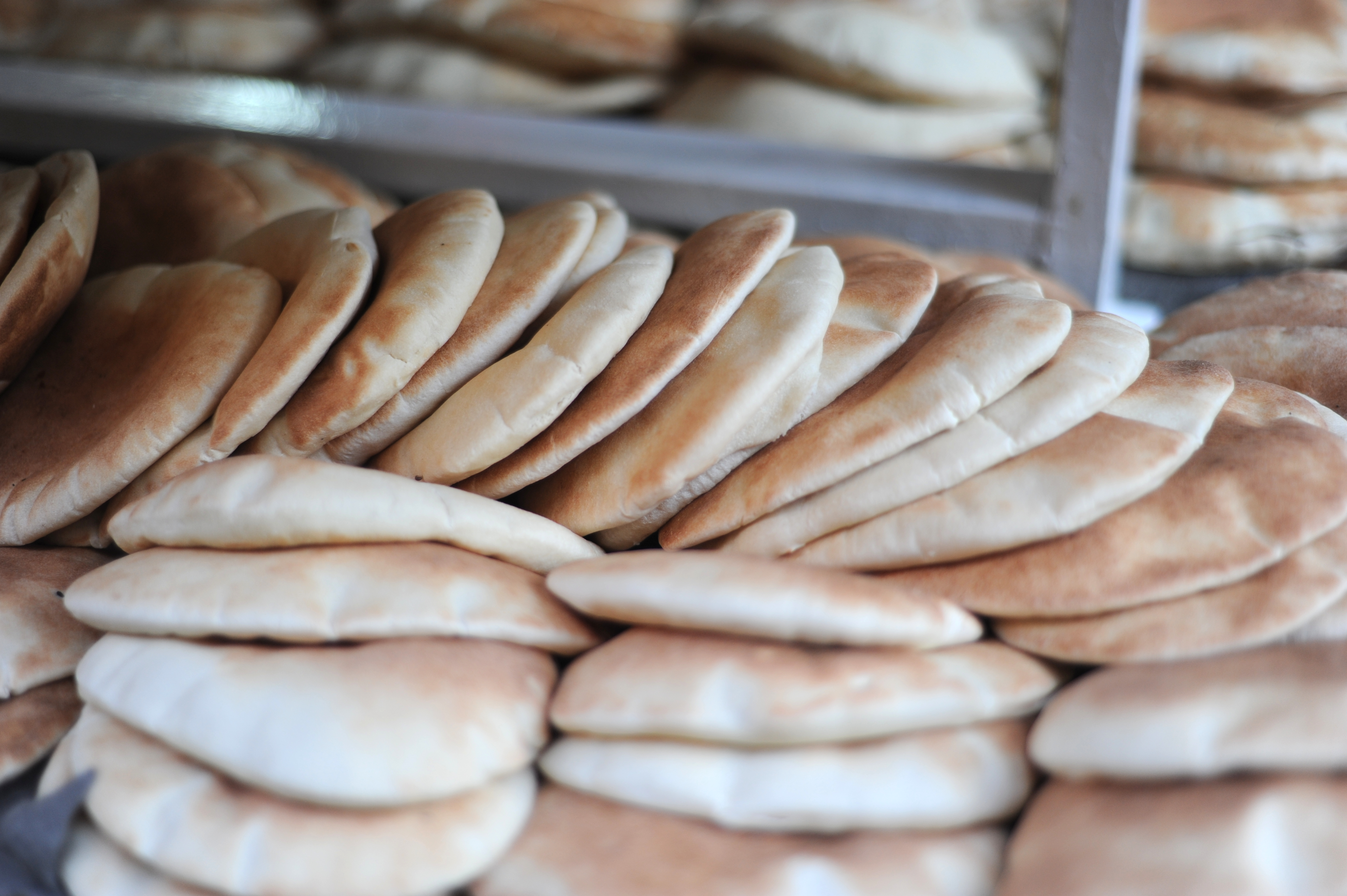

## Eredete
Pitát eredetileg Törökországban késztettek, onnan a török hódoltság korában terjedt el. Jelenleg a törökös ételkészítést jellemző tésztaféle Európában, ahol főleg a gyros nevű étellel együtt fordul elő.

## Készítése
A pita a lepényszerű kinézete ellenére kelt tésztából készül. A tésztát fél centiméter vastag, ovális alakú lapokká nyújtják, majd forró kemencében pár perc alatt kisütik. Így a tészta belsejében kialakul a nevezetes „zseb“, viszont nem pirul meg a tészta. Ez utóbbi ugyanis merevvé, törékennyé teszi a lépényt, így már nem lesz igazán jól tölthető.